# Djuptjärnen (Södra Finnskoga socken, Värmland)
Djuptjärnen är en sjö i Torsby kommun i Värmland och ingår i Göta älvs huvudavrinningsområde. Sjön har en area på 0,0705 kvadratkilometer och ligger 378,2 meter över havet.

## Delavrinningsområde
Djuptjärnen ingår i det delavrinningsområde (671946-133430) som SMHI kallar för Utloppet av Våtsjön. Medelhöjden är 425 meter över havet och ytan är 22,92 kvadratkilometer. Det finns inga avrinningsområden uppströms utan avrinningsområdet är högsta punkten. Våtsjöån som avvattnar avrinningsområdet har biflödesordning 4, vilket innebär att vattnet flödar genom totalt 4 vattendrag innan det når havet efter 415 kilometer. Avrinningsområdet består mestadels av skog (82 procent). Avrinningsområdet har 2,02 kvadratkilometer vattenytor vilket ger det en sjöprocent på 8,8 procent.